# 長谷川杏里
長谷川 杏里（はせがわ あんり、1979年10月30日 - ）は、日本の女性声優、歌手。奈良県出身。

## 経歴
奈良県立奈良高校卒業後、神戸大学文学部に入学。

## ディスコグラフィー

### CD
- 「フラグメンツ・ブルー」（2005年12月7日）
PlayStation 2用ソフト『フラグメンツ・ブルー』のオープニングテーマ曲。
タイトルチューンは、稲垣潤一が作曲した。